# Sacha Dhawan
 (août 2021).
Si vous disposez d'ouvrages ou d'articles de référence ou si vous connaissez des sites web de qualité traitant du thème abordé ici, merci de compléter l'article en donnant les références utiles à sa vérifiabilité et en les liant à la section « Notes et références ».
Pour les articles homonymes, voir Dhawan.
Sacha Dhawan est un acteur britannique né en 1984 à Stockport, dans la banlieue de Manchester, Angleterre.
Il est surtout connu pour son rôle dans la pièce et le film History Boys de Nicholas Hytner. Il est également connu pour avoir tenu le rôle de Manmeet dans la série Outsourced, mais aussi pour son rôle du Maître dans la série télévisée de science-fiction Doctor Who.  

## Biographie
Sacha Dhawan a fait ses études à l'Aquinas College a Stockport.  
En 2004, il obtient le rôle d'Akthar dans la pièce d'Alan Bennett The History Boys mise en scène par Nicholas Hytner. En 2006, il reprend le rôle pour jouer dans le film tiré de la pièce, aux côtés de Dominic Cooper, Frances de la Tour, Richard Griffiths et Russell Tovey.
Pour sa prestation dans le téléfilm Bradfort Riot, il gagne un royal television society awards. 
En 2010, il rejoint le casting de la série de la NBC Outsourced, série qui s'arrête au bout d'une saison.
En 2012, il retrouve Nicola Walker, sa partenaire dans la mini-série The Last Train et dans la série de la BBC Last Tango in Halifax.
Sacha Dhawan joue en 2013 dans le téléfilm An Adventure in Space and Time de Mark Gatiss diffusé à l'occasion du 50e anniversaire de la série Doctor Who. Il y interprète le rôle de Waris Hussein, le réalisateur des premiers épisodes de la série Doctor Who, aux côtés de David Bradley, Jessica Raine et Brian Cox.
Il retourne, la même année, avec Mark Gatiss pour The Tractate Middoth.
En 2020, il apparaît dans la douzième saison de Doctor Who sous les traits du Maître, succédant ainsi à Michelle Gomez dans le rôle de la Némésis légendaire du Docteur.

## Vie privée
Sacha Dhawan est atteint de la maladie de Crohn dont il a parlé en octobre 2020 lors d'une campagne de sensibilisation "It takes gut", un live sur Facebook sur la page Crohnsandcolitisuk. Il a également fait un marathon pour récolter des fonds pour l'association avec sa partenaire Anjli Mohindra le 31 octobre 2020[réf. nécessaire].

## Filmographie

### Cinéma
- 2006 : History Boys de Nicholas Hytner : Akthar
- 2008 : Forgive (court métrage) de Manjinder Virk : Rajesh
- 2010 : Splintered de Simeon Halligan : Sam
- 2012 : Girl Shaped Love Drug de Simon Powell :
- 2013 : After Earth de M. Night Shyamalan : Hesper Pilot
- 2015 : The Lady in the Van de Nicholas Hytner : Docteur Malik

### Télévision

#### Téléfilms
- 2003 : EastEnders: Perfectly Frank de Clive Arnold : Wayne Atkins
- 2006 : Bradford Riots de Neil Biswas : Karim
- 2012 : Le Mystère d'Edwin Drood (The Mystery of Edwin Drood) de Diarmuid Lawrence : Neville Landless
- 2013 : An Adventure in Space and Time de Terry McDonough : Waris Hussein
- 2013 : The Tractate Middoth de Mark Gatiss : William Garrett
- 2015 : Bugsplat! de Guy Jenkin : Mohammed Mohammed
- 2017 : The Boy with the Topknot de Lynsey Miller : Sathnam Sanghera

#### Séries télévisées
- 1997-1998 : Out of Sight (en) : Ali Patanjali (20 épisodes)
- 1998 : City Central : Tony (1 épisode)
- 1999 : The Last Train (en) : Léo Nixon (6 épisodes)
- 2001-2002 : Weirdsister College (en) : Azmat Madari (13 épisodes)
- 2008 : Wired (en) : Ben (3 épisodes)
- 2008-2015 : Chuggington : Eddie
- 2009 : Paradox : Jaz Roy (1 épisode)
- 2010 : Cinq jours (Five Days) : Khalil (4 épisodes)
- 2010 : The Deep : aux frontières des abysses (en) : Vincent (5 épisodes)
- 2010-2011 : Outsourced : Manmeet (22 épisodes)
- 2012 : Being Human : Pete (1 épisode)
- 2012 : Last Tango in Halifax : Paul (6 épisodes)
- 2014 : Line of Duty : Prasad (3 épisodes)
- 2014 : In The Flesh : Amir (1 épisode)
- 2014 : 24: Live Another Day : Naveed Shabazz (4 épisodes)
- 2014 : Utopia : Paul (2 épisodes)
- 2014 : In the Club (en) : Dev (12 épisodes)
- 2015 : No Offence : Majid Hassan (1 épisode)
- 2015 : The Interceptor : Astin Ray (1 épisode)
- 2015 : Not Safe for Work (en) : Danny (6 épisodes)
- 2016 : Mr Selfridge : Jimmy Dillon (9 épisodes)
- 2017 : Sherlock : Ajay (1 épisode)
- 2017 : Iron Fist : Davos (5 épisodes)
- 2020-2022 : Doctor Who : Le Maître (5 épisodes)
- 2020 : Dracula : Docteur Sharma (1 épisode)
- 2020 : The Great : Orlov

## Théâtre
- 2001 : East is East, Haymarket Theatre, Leicester
- 2002 : The Witches, Haymarket Theatre, Leicester
- 2004-2005 : The History Boys, Lyttelton Theatre, Royal National Theatre, London : Akthar
- 2006 : The History Boys, Lyric Theatre, Hong Kong Academy, Hong Kong : Akthar
- 2006 : The History Boys, St James, Wellington : Akthar
- 2006 : The History Boys, Sydney Theatre, Sydney : Akthar
- 2006 : The History Boys, Broadhurst Theatre, Broadway : Akthar
- 2007 : Pretend You Have Big Buildings, Royal Exchange Theatre, Manchester : Danny
- 2008 : Pornography, Traverse Theatre, Edinburgh

## Jeux vidéo
- 2010 : Gray Matter : Malik (voix)
- 2012 : Warhammer Online: Wrath of Heroes (en) : Durrig (voix)
- 2014 : Game of Thrones: A Telltale Games Series : Gryff Whitehill (voix)
- 2017 : Dragon Quest XI : Prince Faris (voix)